# 胶州湾角贝
胶州湾角贝（学名：Episiphon kiaochowwanensis），是象牙贝目蕊象牙贝科蕊象牙贝属的一种。主要分布于中国大陆，常栖息在黄海（潮间带至60米）、东海及南海（水深10-80米）。